# Garden Home-Whitford
Garden Home-Whitford es un lugar designado por el censo ubicado en el condado de Washington en el estado estadounidense de Oregón. En el año 2000 tenía una población de 6,931 habitantes y una densidad poblacional de 1,411.9 personas por km².

## Geografía
Garden Home-Whitford se encuentra ubicado en las coordenadas 45°27′41″N 122°45′50″O / 45.46139, -122.76389.

## Demografía
Según la Oficina del Censo en 2000 los ingresos medios por hogar en la localidad eran de $52,321, y los ingresos medios por familia eran $60,703. Los hombres tenían unos ingresos medios de $45,220 frente a los $35,000 para las mujeres. La renta per cápita para la localidad era de $28,681. Alrededor del 5.1% de la población estaban por debajo del umbral de pobreza.

## Localidades adyacentes
Diagrama de las localidades a un radio de 16 km a la redonda de Garden Home-Whitford. 